# Gornji Zagon
Gornji Zagon je naselje u Hrvatskoj u sastavu Grada Novog Vinodolskog. Nalazi se u Primorsko-goranskoj županiji.

## Zemljopis
Jugozapadno su Bribir i Novi Vinodolski, južno jugozapadno je Donji Zagon, južno jugoistočno su Ledenice, jugoistočno je Bater, Breze su istočno-sjeveroistočno.

## Stanovništvo
| broj stanovnika | 384   | 467   | 397   | 426   | 431   | 402   | 411   | 487   | 428   | 444   | 324   | 109   | 24    | 11    | 9     | 8     | 16    |
|                 | 1857. | 1869. | 1880. | 1890. | 1900. | 1910. | 1921. | 1931. | 1948. | 1953. | 1961. | 1971. | 1981. | 1991. | 2001. | 2011. | 2021. |